# Stephen Chow Sau-yan
Mons. Stephen Chow Sau-yan (* 7. srpna 1959, Hongkong) je hongkongský katolický jezuita, který je od roku 2021 biskupem hongkongským a designovaným kardinálem.

## Stručný životopis
Po studiích psychologie, pedagogiky a filosofie na University of Minnesota vstoupil v roce 1984 do Tovaryšstva Ježíšova, roku 1986 ukončil noviciát a dále studoval v Dublinu, kde r. 1988 získal licenciát filosofie. Od roku 1990 studoval teologii v semináři v Hongkongu. Roku 1994 byl vysvěcen na kněze a začal postgraduální studium na Loyolově univerzitě, kde obdržel master z organizačního rozvoje v roce 1995. V roce 2000 začal doktorská studia na  Harvardu, kde v roce 2006 získal doktorát ve vychovatelství. Dne 17. dubna 2007 složil závěrečné sliby v jezuitském řádu.
V letech 2018-2021 byl provinciálem jezuitů v čínské provincii, roku 2021 byl jmenován biskupem hongkongským. Původně biskupský úřad přijmout nechtěl, protože myslel, že by měla být dána přednost diecézním kněžím. Přesvědčil jej až vlastnoruční dopis papeže Františka. 

## Kardinálská kreace
V neděli 9. července 2023 papež František ohlásil, že v konzistoři dne 30. září 2023 jmenuje 21 nových kardinálů, mezi nimi i Monsignora Chowa..